# دهستان عقیلی شمالی
دهستان عقیلی شمالی نام دهستانی در بخش عقیلی شهرستان شوشتر، استان خوزستان در ایران است. براساس سرشماری مرکز آمار ایران در سال ۱۳۸۵، جمعیت آن ۱۰۴۱۵ نفر (۲۰۴۹ خانوار) بوده‌است.